# 日野名子
日野 名子（ひの めいし、延慶2年（1310年）? - 延文3年2月23日（1358年4月10日））は、鎌倉時代末期から南北朝時代にかけての女房。光厳天皇典侍。名は「資子」とも。通称は「竹むき」。父は日野資名、夫は西園寺公宗。日記『竹むきが記』の筆者として知られる。

## 経歴
日野資名を父に生まれ、母は正室の日野頼宣女と推察される。はじめ（時期不詳）後伏見院に女房として仕えた。元弘元年（1331年）、光厳天皇踐祚の折に典侍に任じられ、同2年（1332年）に光厳天皇即位の褰帳典侍を務め、従三位に叙せられる。
翌年、西園寺公宗と結婚する。建武2年（1335年）、夫が建武政権へ謀反を企てたというかどにより刑死したが、この事件とその前後のことは日記『竹むきが記』には記録されていない。その後、長男の西園寺実俊を出産する。暦応3年（1340年）北山第に移住した。その後、名子は石山、賀茂社、石清水、春日社、初瀬などに参拝し、それらを『竹むきが記』に記した。
貞和3年（1347年）、年来の宿願であった十一面観音の像を造立、三身堂（西園寺内持仏堂）において供養をする。延文3年（1358年）2月23日没。

## 日記『竹むきが記』
名子の日記『竹むきが記』は、元徳元年（1329年）12月28日の春宮元服の記述から起筆され、貞和5年（1349年）光厳院・後光厳院の北山第御幸、同年の花見の記事までが書かれ、最後に全篇の跋歌二首が置かれている。内容は宮廷行事の記録、物詣や仏事、夫とのやりとり、子の生育記録などである。
五條小枝子は著作『竹むきが記 研究』において「記録することを強く意識して書かれている」と述べ、また挿入される詠歌は京極派の和歌が目立つところから、名子の教養基盤が同派の和歌によって形作られたと考察している。
康永から貞和年間にかけては、自らの仏道修行の志向も散見され、岩佐美代子は、『竹むきが記 全注釈』の解題に、名子の信仰告白について「著しく理性的、自省的」と述べる。